# Karen Bass

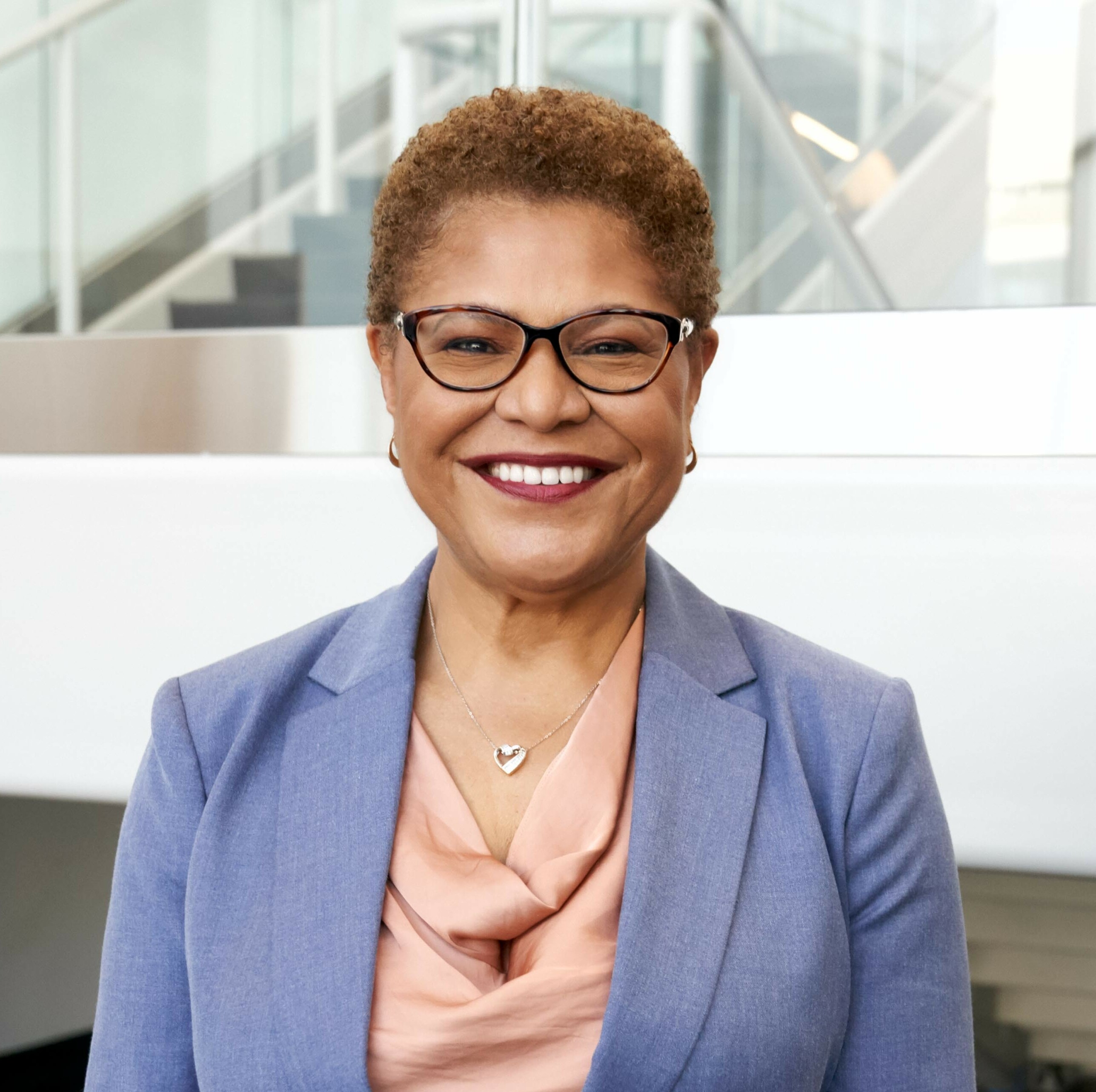
Karen Bass (2022)

Karen Ruth Bass (* 3. Oktober 1953 in Los Angeles, Los Angeles County, Kalifornien) ist eine US-amerikanische Politikerin der Demokratischen Partei. Seit dem 12. Dezember 2022 bekleidet Bass als erste Frau das Amt des Bürgermeisters von Los Angeles. Zuvor saß sie von 2011 bis 2022 als Abgeordnete für den Bundesstaat Kalifornien im US-Repräsentantenhaus.

## Werdegang
Karen Bass ist afroamerikanischer Abstammung. Sie besuchte die Hamilton High School in Los Angeles. Im Anschluss daran studierte sie an der University of Southern California (USC), wo sie ihren Abschluss als Physician Assistant (Arztassistentin) machte. Danach schloss sie 1990 an der California State University ein Studium der Gesundheitswissenschaft mit einem Bachelor of Science ab. Sie arbeitete danach als Arzt- und Klinikhelferin an der Keck School of Medicine der University of Southern California in Los Angeles. 2015 erwarb sie ebenfalls an der USC noch einen Master of Social Work.
Karen Bass hatte eine Tochter, die 2006 bei einem Autounfall verstarb.

## Politik

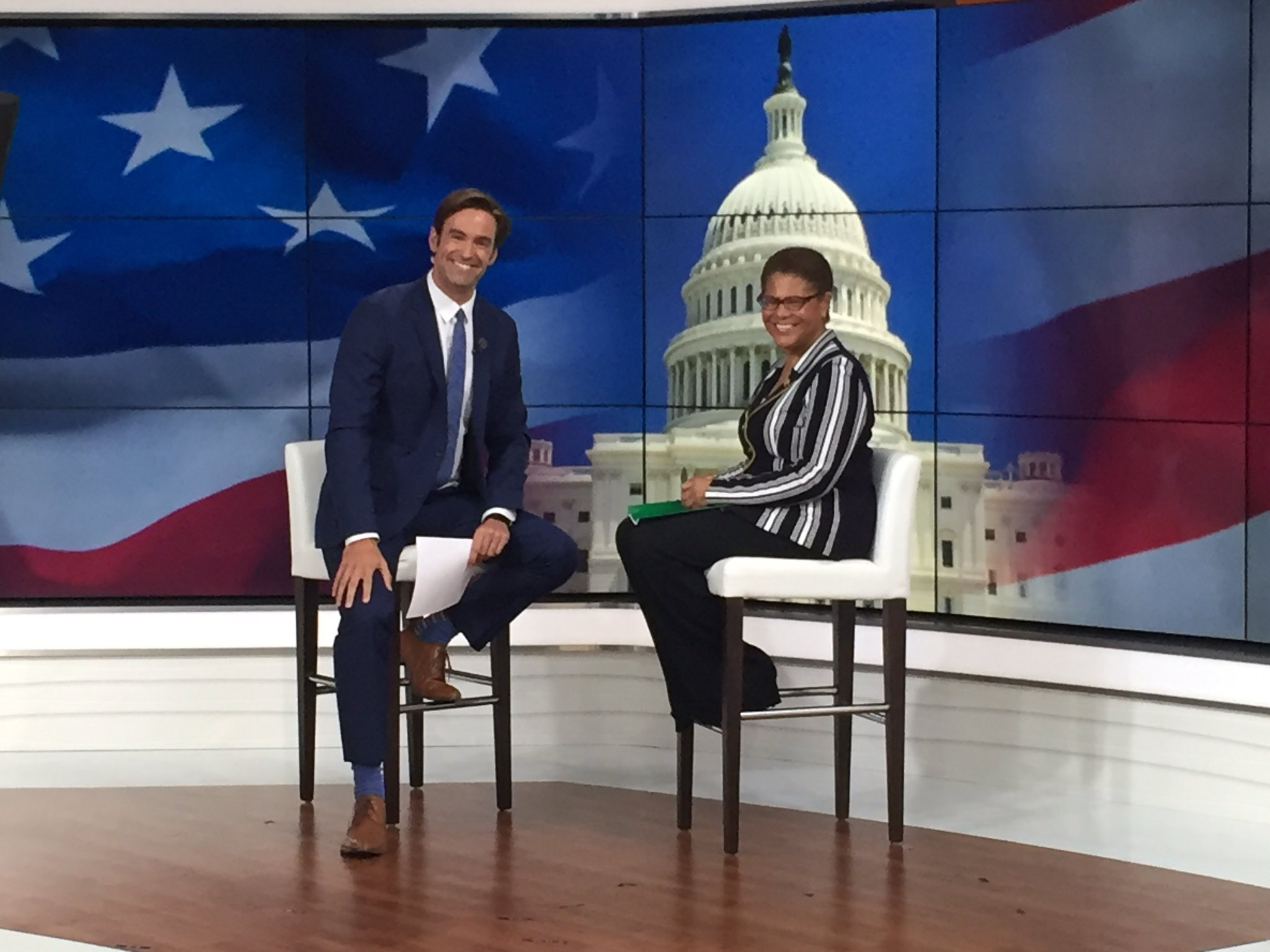
Karen Bass im TV-Interview (2017)

Politisch wurde sie Mitglied der Demokratischen Partei. Zwischen 2005 und 2010 war Bass Abgeordnete in der California State Assembly, ab 2008 fungierte sie als Präsidentin dieser unteren Kammer der State Legislature Kaliforniens.
Bei der Wahl 2010 wurde Bass im 33. Distrikt Kaliforniens ins Repräsentantenhaus der Vereinigten Staaten in Washington, D.C. gewählt, wo sie am 3. Januar 2011 die Nachfolge der nicht mehr kandidierenden Diane Watson antrat. Sie setzte sich mit 86,1 % gegen den Republikaner James Andion durch. 2012 konnte sie sich, nunmehr für den 37. Distrikt, mit 86,4 % ebenfalls sehr deutlich gegen den Kandidaten der Republikanischen Partei Morgan Osborne durchsetzen. Im Jahr 2014 besiegte Bass Adam King von der Republikanischen Partei mit 84,3 %. In der Wahl zum Repräsentantenhaus der Vereinigten Staaten 2016 trat sie am 8. November gegen den Demokraten Chris Blake Wiggins an und besiegte ihn mit 81,1 Prozent, nachdem beide in der offenen Vorwahl jeweils mehr Stimmen erhalten hatten als der republikanische Kandidat Shariff Hasan. 2018 traf sie auf den Republikaner Ron Bassilian, den sie mit 89,1 % und damit ihrem besten Ergebnis besiegte. In ihrer letzten Wahl für das Repräsentantenhaus im Jahr 2020 konnte sie sich mit 85,9 % wiederum deutlich gegen ihren Kontrahenten von der Republikanischen Partei Errol Webber durchsetzen.
Sie konnte die am 8. November 2022 stattfindende Wahl zur Bürgermeisterin von Los Angeles mit 54,8 % gegen Rick Caruso gewinnen. Bass schied am 9. Dezember 2022 vorzeitig aus dem Repräsentantenhaus des 117. Kongresses aus, um ihr neues Amt als Bürgermeisterin am 12. Dezember 2022 anzutreten. Ihre Nachfolgerin im 37. Kongresswahlbezirk ab 3. Januar 2023 wurde ihre Parteikollegin Sydney Kai Kamlager, die sich in einem rein demokratischen Duell durchsetzen konnte.
Bass setzt sich unter anderen für eine bessere Kontrolle von privatem Waffenbesitz ein.
Einen Tag nach ihrer Vereidigung als Bürgermeisterin von Los Angeles rief Bass wegen der Obdachlosigkeit in der Großstadt, die ein zentrales Thema im Wahlkampf war, den Notstand aus, da dies laut Bass helfen werde, dem Problem angemessen zu begegnen.
Angesichts der Waldbrände in Südkalifornien im Januar 2025 wurde Bass dafür kritisiert, dass sie trotz Wetterwarnungen hinsichtlich hoher Waldbrandgefahr eine Auslandsreise nach Ghana unternahm, wo sie an der Amtseinführung des neuen Präsidenten Ghanas teilnahm. Zudem wird ihr vorgeworfen, in einem Interview zum Amtsantritt gesagt zu haben, dass sie Auslandsreisen minimieren werde, um sich auf die Stadt zu konzentrieren.

### Ausschüsse
Sie war zuletzt Mitglied in folgenden Ausschüssen des Repräsentantenhauses:
- Committee on Foreign Affairs
  - Africa, Global Health, and Global Human Rights (Vorsitz)
- Committee on the Judiciary
  - Courts, Intellectual Property, and the Internet
  - Crime, Terrorism and Homeland Security (Vorsitz)

Zuvor gehörte sie auch dem Committee on the Budget an. Von 2019 bis 2021 war Bass Vorsitzende des Congressional Black Caucus, in dem sich die Afroamerikaner im Kongress zusammengeschlossen haben. Außerdem war sie Mitglied im Congressional Progressive Caucus sowie 20 weiteren Caucuses.